# Barthold Hartwig von Bülow
Barthold Hartwig von Bülow, född 1611 och död 1667, friherre, tysk krigare i svensk tjänst.
Tillhörde den urgamla tyska adelsätten von Bülow känd sedan 1200-talet. Efter att ha blivit tillfångatagen i slaget vid Nördlingen 1634 gick han, efter att först varit i dansk krigstjänst, i svensk krigstjänst under 1630-talet, blev överstelöjtnant 1642, överste 1644, kommendant i Nördlingen 1647, generalmajor 1655, generallöjtnant av infanteriet 1659 samt slutligen general av infanteriet 1664. Han var en tapper krigare som utmärkte sig vid erövringen av Dömitz 1644 och försvaret av Nördlingen 1647 när han var kommendant. Han visade senare prov på både krigiskt mod såväl som ett humant behandlande av civilbefolkningen under Karl X Gustavs krig och avled som vice guvernör i svenska Pommern. 